# باجلان
باجُولْوَنْد یا باجلان نام یکی از ایل‌های ایران که در غرب ایران و شمال شرقی عراق زندگی می‌کنند. دانشنامه جهان اسلام باجولوند هارا را یک ایل لر و دانشنامه ایرانیکا باجلان را کرد دانسته‌است.در دانشنامه دیگر نیز باجولوند عضوی از ایل‌های قوم لر به شمار رفته اند   در منابع دیگر نیز از ان ها به عنوان لر‌های فیلی ذکر شده است.در متون تاریخی نام این ایل به صورتهای باجو، باجَلَند، باج‌الان، بَجوران و بَجِلان نیز آمده‌است. شاخه اصلی باجلان‌ها در منطقه سرپل ذهاب، بن کوره و قوره‌تو در شمال شهرستان خانقین عراق سکونت دارند. شاخه کوچک‌تری از آنها در شهرستان موصل، بر کرانه چپ رود دجله سکونت دارند. گفته می‌شود باجولوندها مدتها قبل از استان فارس به لرستان تغییر مکان دادند. ازجمله باجلان‌های مشهور در عراق می‌توان به ابراهیم باجلان فرمانده پیشمرگه‌های کردستان و از سران اتحادیه میهنی اشاره کرد.باجولوند‌های لرستان و خوزستان اتحادیه ایی از پنج طایفه لر سکوند،آروان،قائدرحمت،دالوند،یاراحمدی هستند.هنری فیلد در مجموع ایل‌های لر پیشکوه (لرستان) را به چند گروه سلسله و دلفان، طرحانی، بالاگریوه، بیرانوند و باجولوند تقسیم کرده است. و هنری راولینسون طایفه‌های لر کوچک را به دو دسته پیشکوه و پشتکوه تقسیم کرده و ایل‌های پیشکوه را، بالاگریوه، عمله (طرحان) سلسله، دلفان و سه ایل وابسته بیرانوند و باجولوند، هلیلانی نام می‌برد.

## باجلان‌ها در ایران
هم‌اکنون باجلان‌ها در غرب ایران، در استان لرستان و شمال استان خوزستان پراکنده‌اند، این ایل در بخش زاغه، شهرستان خرم‌آباد، برخی در شهر دورود و گروهی نیز در شهرهای اندیمشک، دزفول و شوش ساکن هستند. برخی از باجلان‌ها نیز در استان قزوین و کرمانشاه و شیراز ساکن هستند.

### باجلان‌های کرمانشاه
ایل باجلان کرمانشاه (در سرپل ذهاب و گیلان غرب)، شامل طایفه‌های زیر است:
- جمور
- قازانلو
- دنده‌وند
- حاجیلر
- شیره‌وند
- گریباوند

### باجولوند‌های لرستان
باجلان‌ها در تاریخ لرستان با نام ایل باجلوند نقش مهمی ایفا کرده‌اند. ایل باجلوند (باجلان) در لرستان متشکل از پنج طایفه لر عمده:
- سکوند
- یاراحمدی
- قایدرحمت
- آروان
- دالوند

### سکوند
سکوند برگفته از سکا به معنی دلیر و شجاع که از ۴ طایفه دیگر باجلان از لحاظ جمعیت بزرگتر است. نام ایلی  لر و پرجمعیت است که گستره سکونتگاه آن از جنوب استان کرمانشاه (منطقه سکاوند)، نواحی مرکزی استان لرستان تا شمال استان خوزستان می‌باشد. جغرافیای سکونت سکوندها در دوره قاجار تا دشت هُرو در جنوب بروجرد گسترده بوده‌است.سکوندها هم‌اکنون به زبان لری سخن می‌گویند. هنری راولینسون سکوندها را از ایل باجلوند و خاستگاه آنان را به همراه ایل بیرانوند، موصل عراق می‌داند و معتقد است بیرانوندها و باجلوندها در سده دوازدهم یعنی در اواخر حکومت صفویه یا در زمان افشاریه از نواحی موصل به لرستان آمدند.اما معین الدین نطنزی بیش از ۸۰۰ سال پیش بیرانوند را یکی از طایفه‌های لر نام مبردمتن کتاب منتخب التواریخ اثر معین الدین نطنزی که بیش از ۸۰۰ سال قبل نگارش شده است و نام ایل‌های اصیل لر در آن ذکر شده است.

## دین و زبان

### دین
غالب ایل باجلان در لرستان و قزوین شیعه دوازده امامی‌اند
در مرزهای ایران و عراق عده‌ای از باجلان‌ها به همراه سرلی‌ها و شبک‌ها فرقه‌های رمزی را تشکیل می‌دهند که خاستگاه آنها، ادیان قدیمی ایرانی است، هر چند پیروان این فرق به‌منظور کاستن از فشار گروه‌های دینی- مذهبی اکثریت، به این شایعه که از غلات (شاخه‌ها) شیعی مسلک هستند، دامن می‌زنند.بقیه آنها شیعه دوازده‌امامی و تعدادی سنی شافعی اند.

### زبان
زبان اصلی باجلان‌ها متعلق به زیرشاخه زازا-گورانی از شاخه شمال غربی زبان‌های ایرانی است. پژوهش‌های زبان‌شناسان نشانگر این است که این زبان یک زبان مستقل ایرانی است. ولی برخی دیگر آن را در شمار گویش‌های زبان کردی قرار می‌دهند.باجولوند های لرستان به زبان لری سخن می گویند.